# ヘルタ (小惑星)
ヘルタ (135 Hertha) は、小惑星帯の内側寄り、ニサ族の軌道に位置する大きな小惑星の一つ。スペクトルからはM型小惑星に分類されるが、レーダー観測では非金属質だと示唆するようなデータもある。また光度曲線のデータから、平坦な形であると推定される。
1874年2月18日にアメリカ合衆国の天文学者、クリスチャン・H・F・ピーターズによりニューヨーク州クリントンで発見された。北欧神話に出てくる大地と豊穣の女神ネルトゥスの別名ヘルタにちなみ命名された。なおネルトゥスという小惑星も別に存在する。
MUSES-C（はやぶさ）後継機の探査対象候補として検討されたことがある 。
2000年と2008年に（後者は日本の石川県で）ヘルタによる掩蔽が観測された。